# Garden of the Phoenix
Le Garden of the Phoenix (en français « jardin du Phénix » ; connu sous le nom de « jardin d'Osaka » entre 1893 et 2013) est un jardin japonais situé au 6300 South Cornell Avenue au cœur de Jackson Park, un vaste parc public de la ville de Chicago, dans l'État de l'Illinois, aux États-Unis. D'une superficie d'environ 2,2 km2, Jackson Park se trouve à cheval sur les secteurs communautaires de Hyde Park et de Woodlawn, en bordure du lac Michigan.
Le jardin japonais est bâti sur Wooded Island (« l'île boisée ») qui est considérée comme faisant partie des « 150 grands lieux de l'Illinois » par l'American Institute of Architects (AIA).

## Description

### Historique

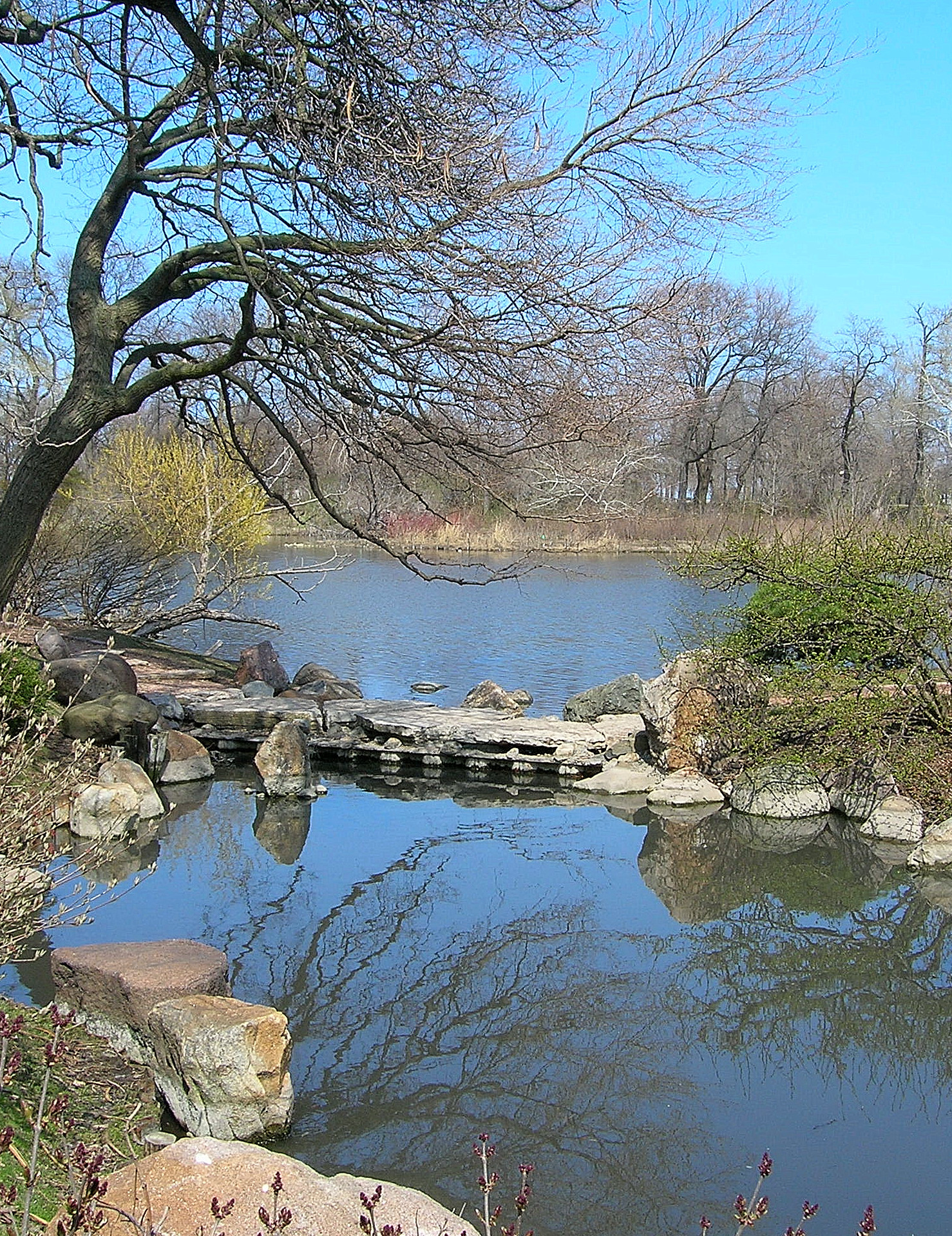
Pont en pierre traversant l'étang du jardin japonais.

Le jardin japonais de Jackson Park fut créé à l'origine lors de l'Exposition universelle de 1893, avec un jardin et un Ho-O Den (temple du Phoenix) japonais par le gouvernement du Japon comme pavillon de l'exposition. Le pavillon était basé sur le Hō-Ō-Dō (« Hall du phénix ») du temple Byōdō (« Temple de l'égalité ») à Kyoto. L'emblème du phénix était une référence à la ville de Chicago renaissante, tel le mythique oiseau de feu, des cendres du Grand incendie de 1871. À la fermeture de l'exposition universelle de 1893, la plupart des structures furent détruites, mais le jardin et le pavillon Ho-O Den restèrent intacts.
Pour l'Exposition universelle de 1933 (Century of Progress), le gouvernement du Japon fit construire un salon de thé traditionnel et créa un jardin sur le côté nord-est de Wooded Island (« l'île boisée ») puis rénova le temple du Phoenix connu sous le nom de Ho-O Den. Après la Seconde Guerre mondiale, le pavillon et le salon de thé furent détruits par un incendie et le jardin fut laissé à l'abandon.
Pour célébrer le vingtième anniversaire du jumelage entre les villes d'Osaka et Chicago, la ville d'Osaka fit don des fonds nécessaires à la construction des portes d'entrée contemporaines de style japonais du jardin. En commémoration de cet anniversaire, le maire de Chicago Richard M. Daley, rebaptisa le lieu « jardin d'Osaka » (Osaka Garden) en 1993 en l'honneur de l'aide et de l'amitié de la part des membres de l'administration de la ville d'Osaka. Depuis lors, des aménagements et des améliorations furent apportées au jardin, en grande majorité par des architectes-paysagistes d'origine japonaise.
Depuis le milieu des années 2000, l'État de l'Illinois et la ville de Chicago investirent des millions de dollars dans la restauration des lagunes et du Garden of the Phoenix et engagèrent également des travaux de rénovation et d'embellissement des environs immédiats du jardin japonais afin de rendre au site sa splendeur d'antan. En 2013, les jardins furent rebaptisés « Garden of the Phoenix » par la municipalité de Chicago.

### Vue panoramique

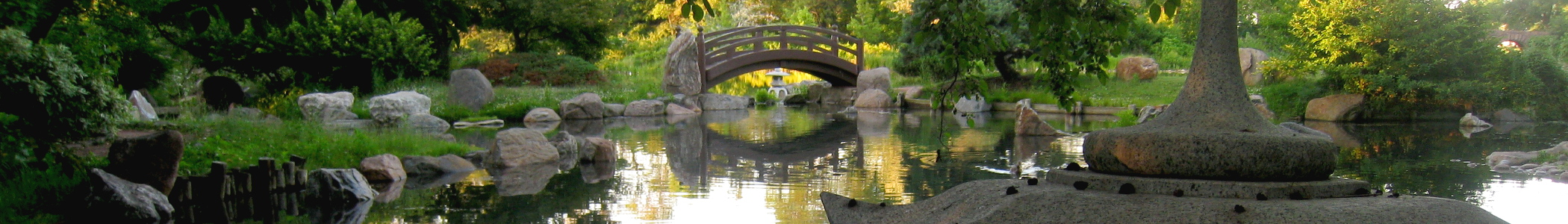
Vue panoramique sur le jardin japonais de Garden of the Phoenix.

### Le jardin et son étang

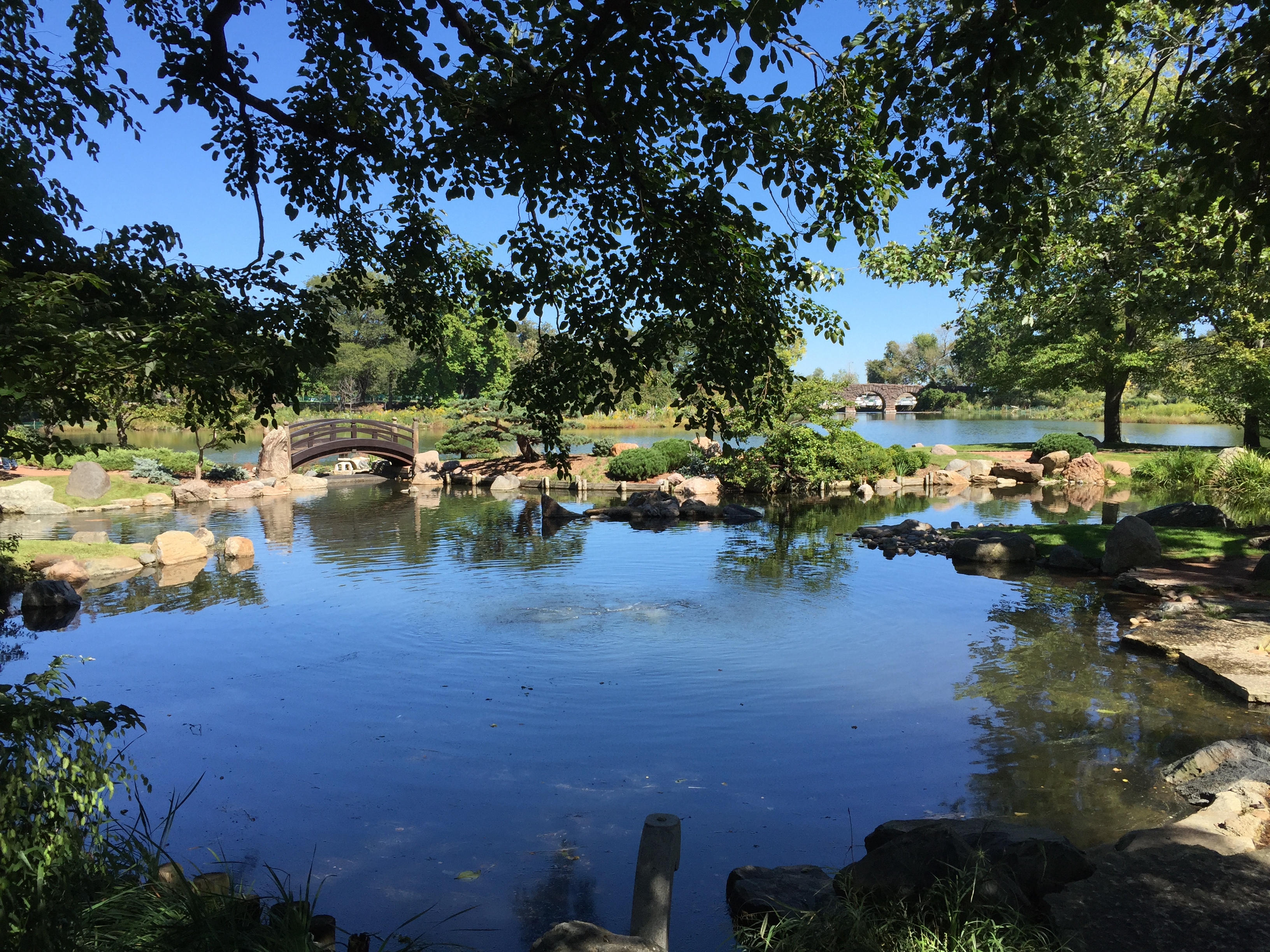
Vue sur l'étang de carpes koï.

Le Garden of the Phoenix est constitué d'un étang de carpes koï en son centre. Le jardin en lui-même est très paisible, et la simplicité du bassin et des poissons nageant calmement à l'intérieur procure une atmosphère sereine. Les pierres du parc portent une vieille légende qui dit qu'elles furent disposées en zigzag car les mauvais esprits ne se déplacent qu'en ligne droite.
La lanterne en pierre Kasuga, l'un des quatre symboles traditionnels, est l'une des seules sculptures à avoir perduré depuis sa mise en place lors de l'exposition universelle de 1893. Elle tire son nom du sanctuaire de Kasuga-taisha à Nara, au Japon. Les autres sculptures représentent un cerf, le soleil et la lune, mais la plupart de ces œuvres se dégradèrent au fil du temps.
Le jardin contient des plantes locales, mais aussi des arbres de type bonsaï ainsi que des plantes japonaises uniques, que l'on ne trouve généralement qu'au Japon. Au printemps, lorsque les 160 cerisiers du jardin baignent les lieux de leurs floraisons rougeoyantes, le Garden of the Phoenix est particulièrement populaire. Le thème du jardin, de 1893 à aujourd'hui, est la paix. Il représente l'harmonie de la paix et de l'équilibre possibles entre les pays et les cultures, entre la nature et la ville. Les allées de pierre qui s'y trouvent sont conçues pour encourager un sentiment de paix autour des visiteurs. Le jardin est censé ressembler à un paysage naturel, mais à petite échelle, avec des représentations de montagnes, d'îles et de lacs.

### LeSkylanding, Sculpture by Yoko Ono

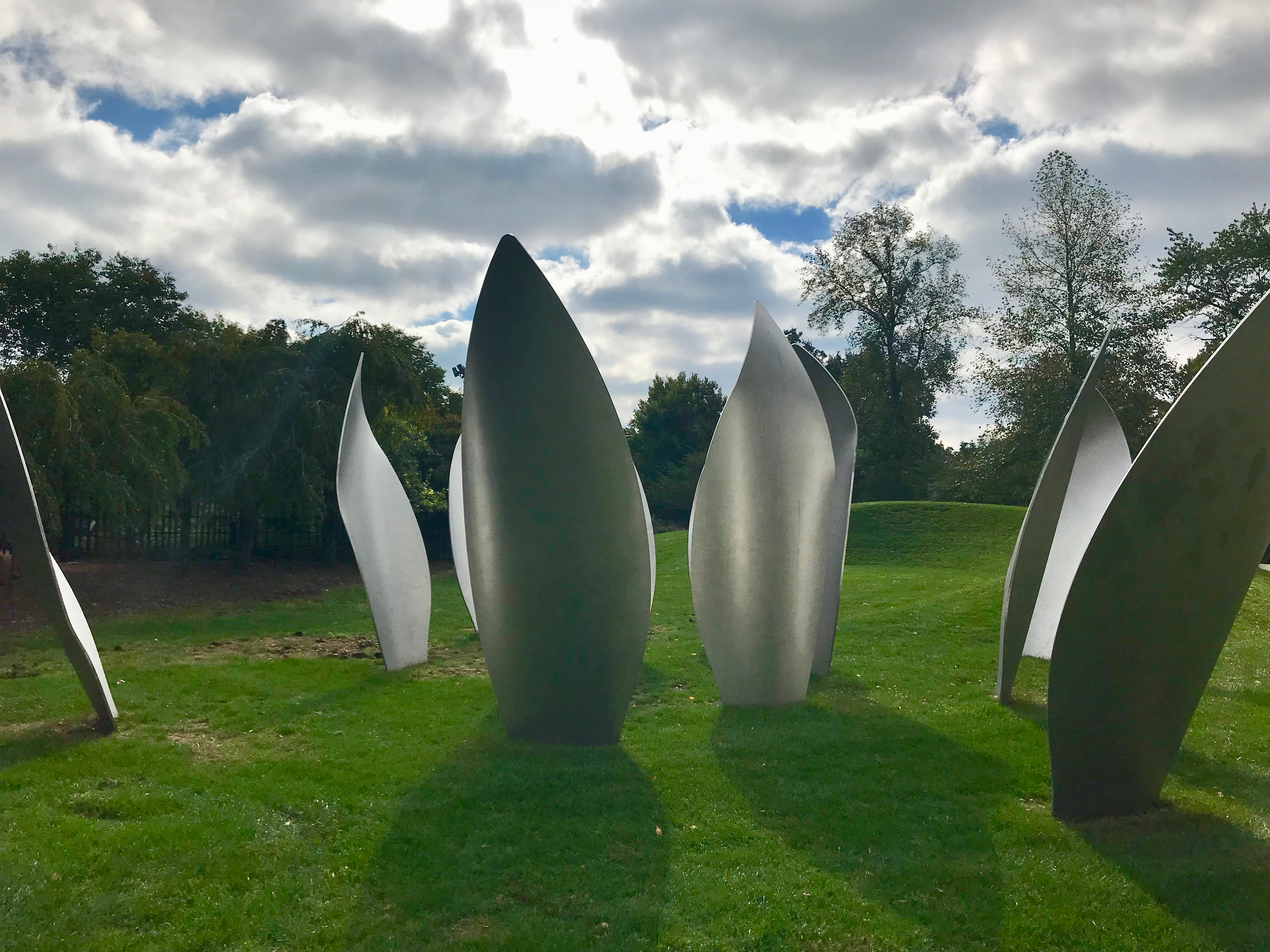
Le Skylanding, Sculpture by Yoko Ono.

En 2016, Yoko Ono, artiste, musicienne et militante pacifiste d'origine japonaise, fit installer son œuvre appelée le Skylanding (en forme longue Skylanding, Sculpture by Yoko Ono), une sculpture monumentale, sur l'île boisée de Jackson Park, juste à l'ouest du jardin japonais. Ce don fait à la ville de Chicago constitue sa première œuvre d'art publique permanente sur le continent américain. La construction de la sculpture fut rendue possible grâce en partie au Chicago 120 Project, une association à but non lucratif travaillant à la revitalisation du jardin japonais et de Jackson Park.
L'ouvrage est composé de douze imposants pétales de Nelumbo nucifera (lotus sacré) de 3,6 mètres de haut en acier inoxydable qui jaillissent du sol. L'artiste multidisciplinaire et veuve du Beatles John Lennon a expliqué que son oeuvre représente « l'endroit où le ciel et la terre se rencontrent, tout en permettant d'apprendre sur le passé et de réunir les gens et la nature dans un avenir de paix et d'harmonie ».
Pour cette installation, elle s'est inspirée du jardin japonais construit à Jackson Park dans les années 1930 et d'un pavillon offert par le Japon pour l'Exposition universelle de 1893. La sculpture Skylanding est installée sur le site du pavillon, qui a brûlé en 1946. Yoko Ono a fait part de son émotion en évoquant le fait que la ville avait préservé cet espace consacré au Japon même lorsque les États-Unis et son pays natal étaient en guerre lors du conflit dans le Pacifique.